# September som aldrig tog slut
September som aldrig tog slut (från engelska Eternal September eller September that never ended) är ett uttryck myntat av Dave Fischer som syftar på den synbart oändliga tillströmningen av nybörjare till Internet som har pågått sedan Internet började nå de breda massorna.
Begreppet syftar på all tid ifrån september 1993 och framåt.

## Bakgrund
Runt september varje år kom alltid en ny kull av nybörjare in i Usenets nyhetsgrupper, eftersom folk då började på högskolor och universitet. Eftersom dessa nykomlingar sällan hade någon känsla för netikett och inte riktigt betedde sig som förväntat, fick de äldre användarna en hektisk period med att försöka lära in den nya "generationen" i nyhetsgruppernas sedvänjor och få bukt med den ökande halten av skräp som nykomlingarna producerade. Efter någon månad brukade det reda ut sig till ett fungerande system igen.

## September 1993
September 1993 var dock annorlunda, eftersom inte bara de förväntade nykomlingarna dök upp, utan även de tiotusentals – senare miljontals – människor som använde America Online. I och med att America Online gav sina användare möjligheten att vara med i nyhetsgrupperna ledde detta närmast till ett mycket stort tillflöde. Begreppet september som aldrig tog slut användes först av Dave Fischer 26 januari 1994 i ett inlägg i alt.folklore.computers: "September 1993 will go down in net.history as the September that never ended."

## Perspektiv
Ibland utökas begreppet, till exempel genom att prata om ett framtida datum då Usenet blir förnuftigt, moget och bildat, något som sägs infalla 1 oktober 1993. Den 9 februari 2005 stängde America Online ner tillgången till nyhetsgrupperna för sina användare. Enligt vissa är alltså september 1993 slutligen över. Vissa menar dock att september tog slut några år tidigare, det första år då majoriteten av människorna på Internet använt det över ett år och därmed var fler än nybörjarna. 